# Heinrich Göding

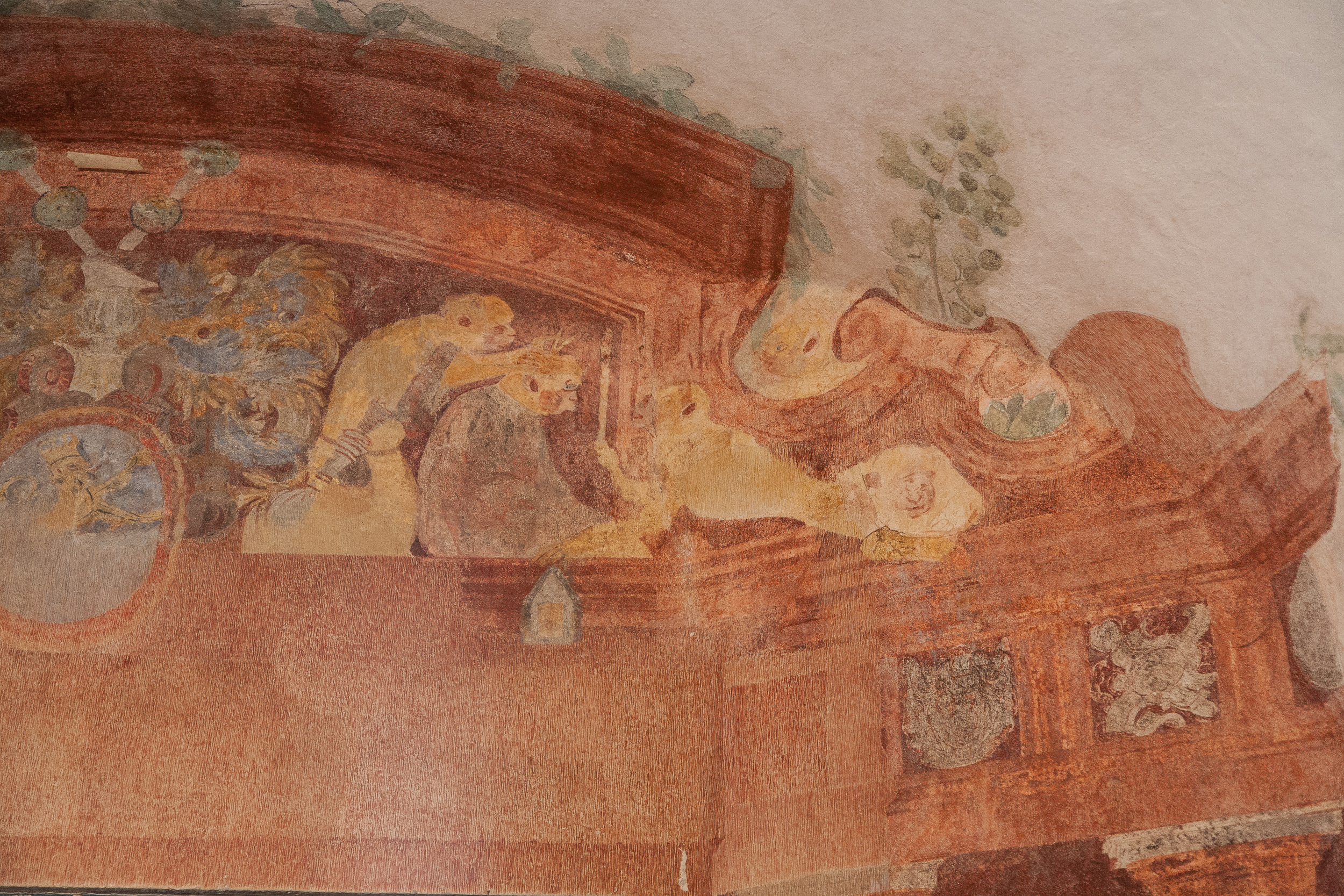
Ausmalung in der Augustusburg durch Heinrich Göding in den Jahren 1570 bis 1572

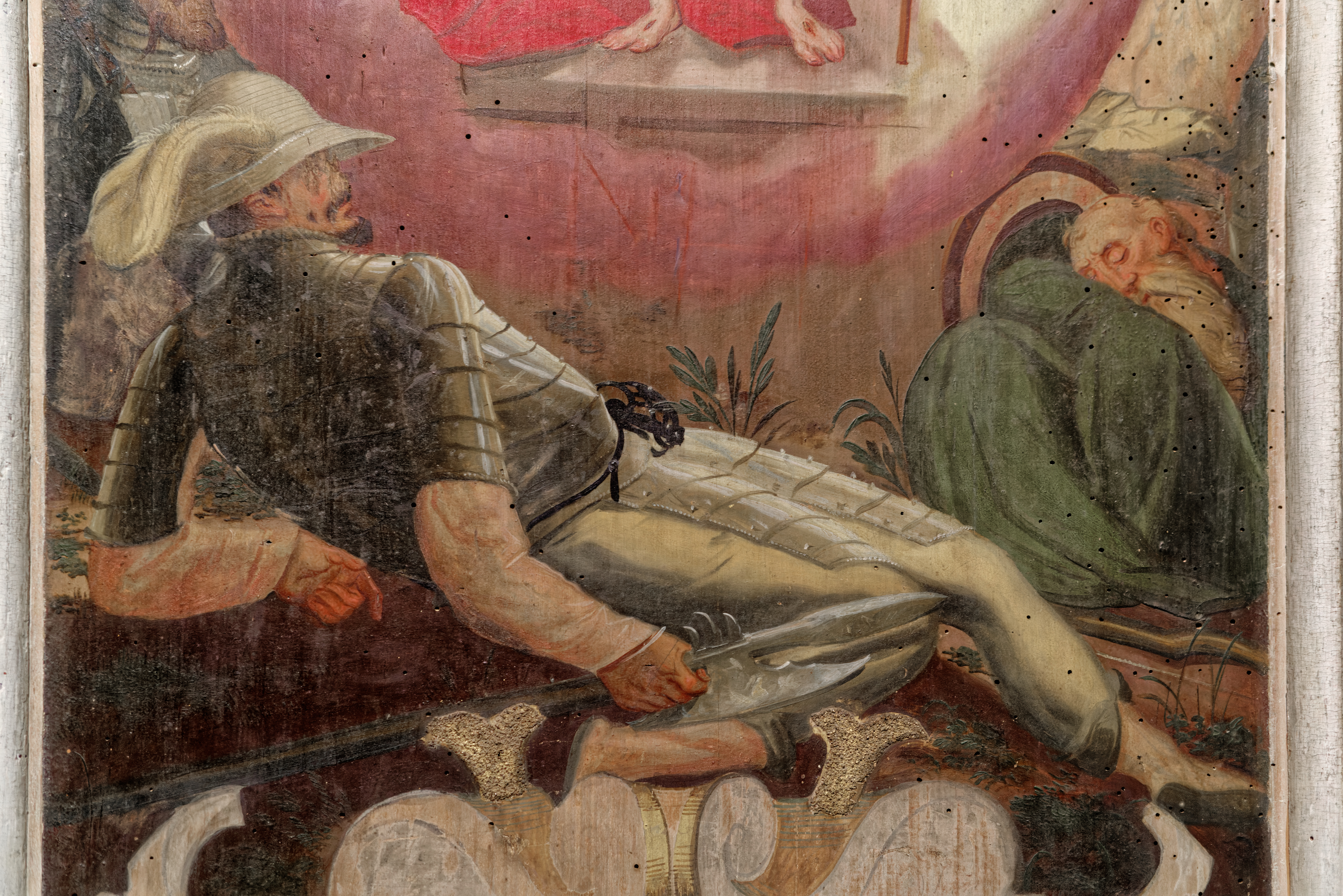
Der Lohmer Altar wurde 1575 von Heinrich Göding gemalt und signiert

Heinrich Göding (* 1531 in Braunschweig; † 28. April 1606 in Dresden) war ein deutscher Maler, Kupferstecher, Miniaturist und Schriftsteller am kursächsischen Hof in Dresden.

## Leben
Göding wuchs in Braunschweig auf. Über seine frühen Jahre und seine Ausbildung zum Maler sind keine urkundlichen Belege bekannt. Es wird diskutiert, dass Göding seine Lehrzeit in Wittenberg bei Lucas Cranach d. Ä. absolvierte.
1559 soll Göding am dänischen Hof Königs Christian III. gearbeitet haben, für den er 1594 ein heute verschollenes Porträt angefertigt haben soll. Wohl auf Vermittlung der Tochter König Christians II., Kurfürstin Anna von Sachsen, gelangte Göding 1562 in den Dienst des sächsischen Kurfürsten August, an dessen Hof er bis zu seinem Lebensende tätig war. Ab 1570 wird Göding als Hofmaler bezeichnet. In diesen 40 Jahren seiner Schaffenszeit diente er den Kurfürsten August, Christian I. und Christian II. Göding erhielt neben seiner Entlohnung auch eine Mühle bei Pirna und ein Fischgewässer zur Pacht überlassen. Nach seinem Tod wurde Göding im Erbbegräbnis des Kunstkämmerers Tobias Beutel in einem Schwibbogen an der alten Frauenkirche beigesetzt. In seiner Grabinschrift wurde er als „Pictor celebberrimus“ bezeichnet. Göding war verheiratet mit Helene (1541–1591), die vermutlich aus der Familie Beutel stammte. Es sind zwei Söhne nachweisbar: Andreas Göding und Heinrich Göding d. J. Beide waren als Maler tätig.

## Werk

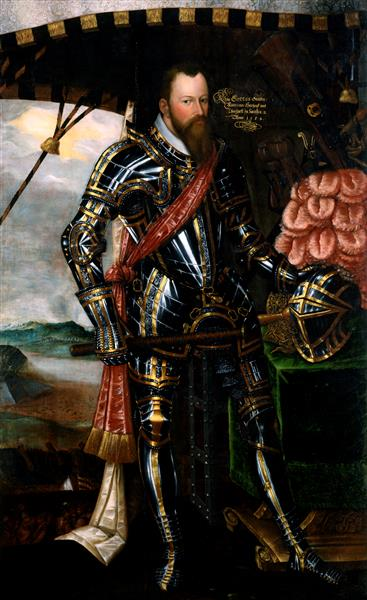
Kurfürst Moritz von Sachsen, gemalt von Heinrich Göding 1578

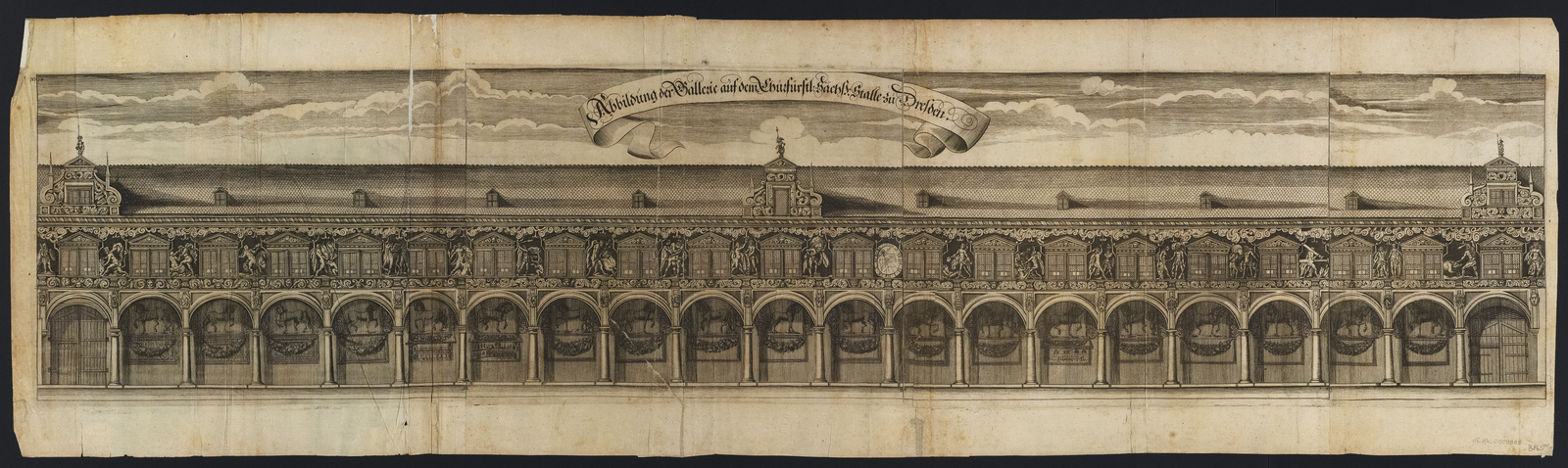
Stallhofansicht des Langen Ganges mit Pferden und Turnierszenen von Heinrich Göding, Anton Weck 1680

1564 erhielt Göding einen ersten großen Auftrag, Wandmalereien auf der Burg Stolpen auszuführen. In der Folgezeit schuf er mehrere Altäre und Epitaphien, z. B. 1575 den am Ort erhaltenen Flügelaltar für die Dorfkirche Lohmen.
Die Hauptaufgabe Gödings als Hofmaler war aber die malerische Ausstattung wettinischer Schlösser, zu der neben Wand- und Deckenmalerei auch die farbige Gestaltung von Tischen, Bänken und Gittern zählte. 1565–1567 führte Göding die künstlerische Ausgestaltung des Dresdner Kanzleihauses aus.
Von Ende Juni 1570 bis November 1572 schuf er im Jagdschloss Augustusburg mit Hilfe eines Gesellen und mehrerer Gehilfen die gesamte malerische Ausstattung der vier Eckhäuser in Form von Wand- und Deckenmalerei, aber auch mittels der farbigen Gestaltung von Stühlen, Bänken und der geschnitzten Hirschköpfe zur Präsentation der zahlreichen Geweihe. Das Programm der Malereien umfasst die Verherrlichung der Heldentaten Kurfürst Moritz’ in Ungarn, biblische Szenen und Darstellungen der Metamorphosen des Ovid, sowie zahlreiche Tierdarstellungen. Darunter befindet sich auch eine besonders umfangreiche Schilderung der Verkehrten Welt, in der die Hasen die Jäger jagen und bestrafen, nach Hans Sachs. Herausragend ist die malerische Ausgestaltung des Venussaales, in dem die Malereien die gesamten Wandflächen überziehen und die Geschichte des Amadis darstellen. Göding verewigte sich hier mit einem Selbstporträt als Maler an der Staffelei.
Weitere Ausstattungen in den Schlössern Sitzenroda, Nossen, Annaburg und Freudenstein in Freiberg folgten nach 1572. Als weiteres Hauptwerk schuf Göding 1589/90 Tafelgemälde sowie Wand- und Deckenmalerei im Langen Gang des Dresdner Stallhofs. Es handelt sich dabei vor allem um 46 ganzfigurige Herrscherporträts, fiktiver wie realer Vorfahren der Wettiner, dazugehörige Historienbilder sowie Turnierszenen. Die Herrscherporträts sind 1942 zum Schloss Naunhof gebracht worden und sind seit 1945 verschollen, während die Begleitszenen zum großen Teil erhalten geblieben sind und teilweise wieder in der Galerie zu sehen sind. Turnierszenen und Pferdeporträts von der Hand Gödings zierten die Hofseite des Langen Ganges.
Zu den Zeichnungen und Entwürfen in Gouache zählen ein Entwurf zur Bemalung der Hoffassade des Torhauses zum kleinen Schlosshof von der Schloßstraße aus und der eines verzierten Schlittens mit einem Paar. 1579 schuf Göding für ein fürstliches Stammbuch 13 Miniaturen mit Szenen aus dem Leben Christi (verschollen).
Göding verstand es in unterschiedlichen Techniken zu arbeiten, neben der Tafel-, der Wand- und Deckenmalerei sowie Gouache-Technik beherrschte Göding auch die Technik des Kupferstichs. Besonders in der zweiten Lebenshälfte konzentrierte er sich zunehmend auf diese Technik. Er verfasste darüber ein heute verschollenes Traktat Kunstbüchlein vonn etzen auff allerley Metall. Gödings publizistisches Wirken erstreckte sich daneben auf historische Themen, zu denen er zum Teil Verse verfasste (Heinrich der Löwe) oder Illustrationen zu solchen Werken schuf (Sachsen-Chronik des Petrus Albinus).

## Publikationen
- Heinrich Göding: Kunstbüchlein vonn etzen auff allerley Metall, auch vonn vorgülden vnnd wie man auf glaß mahlen soll. Heinrich Gotingers Malers zu Dreßden (wohl verschollen, Nachweis im Bibliothekskatalog der Annaburger kurfürstlichen Bibliothek von 1574 unter Nummer 1532)
- Heinrich Göding: Eine schöne alte Histori von einem Fürsten vnd Herrn, Herrn Hertzogen zu Braunschweig und Lüneburg: In gesangsweis eingerichtet. Im Jahr 1585 (o. O.)
- Heinrich Göding: Illustrierende Kupferstiche zu Petrus Albinus: Auszug der Eltisten vnd fürnembsten Hist. des vralten streitbarn vnd beruffenen Volks der Sachsen, Dresden 1597 (SLUB Hist.Sax.A.72-1 Onlinezugang) und Das Ander Buch Der Alten Fürnembsten Historien Des Streitbaren und beruffenen Volcks der Sachsen / 2 / aus dem dritten Buch der Sächsischen und Meißnischen Chronick Petri Albini Nivemonty, Dresden 1598 (SLUB: Hist.Sax.A.72-2 Onlinezugang)
- Heinrich Göding: zusammen mit Friedrich Berg: Künstliche Wohlgerießene Figuren der Sieben Planeten, auch Sieben Wunderwercke der Welt, sampt andern Wolproportionirten Figuren etc. Dresden 1610 gedruckt bei Gimel Bergen

## Rezeption
Kammersekretär Heinrich Jenitz an Kurfürst August am 3. Oktober 1570:

„So hatt es mir an visirlichen mahlern die auch ein wenig gehirn im kopff gehabt haben gemangelt, denn Benedicts der welsche (Benedetto Tola) ist bei Ewer Churfürstlichen Gnaden zu Torgau, so ist Meister Heinrich vffm Schellenberg.“

Angelica Dülberg zu Heinrich Gödings Wirken:

„Göding war in der 2. Hälfte des 16. Jahrhunderts der bedeutendste deutsche Künstler am sächsischen Hof, der sich insbesondere auch durch seine Vielseitigkeit, mit der die Bewältigung zahlreiche verschiedenartiger Aufgaben - oft in knapp bemessener Zeit - verbunden ist, auszeichnete.“